# Persone di nome Deborah
| Questa pagina contiene informazioni ricavate automaticamente dalle voci biografiche con l'ausilio del template Bio e di un bot. L'aggiornamento è periodico e automatico e ricostruisce completamente la pagina. Se manca una persona in questa lista, sei pregato di non aggiungerla, ma accertati piuttosto che la sua voce biografica contenga il template Bio e che i dati anagrafici siano correttamente compilati. Se il template Bio manca, inseriscilo tu stesso o, in alternativa, metti l'avviso {{tmp\|Bio}} che ne segnala la mancanza. Se i dati riportati sono sbagliati, correggi direttamente la voce biografica; le modifiche saranno visibili in questa lista entro pochi giorni. Per chiarimenti vedi il progetto antroponimi. La lista contiene solo le 99 persone che sono citate nell'enciclopedia e per le quali è stato implementato correttamente il template Bio. Pagina aggiornata al 16 ott 2024. |

Questa è una lista di persone presenti nell'enciclopedia che hanno il prenome Deborah, suddivise per attività principale.

## Altiste(1)
- Debbie Brill, ex altista canadese (Mission, n. 1953)

## Artiste(1)
- Deborah Bell, artista sudafricana (Johannesburg, n. 1957)

## Attrici(22)
- Deborah Adair, attrice televisiva statunitense (Lynchburg, n. 1952)
- Debbie Allen, attrice, ballerina e coreografa statunitense (Houston, n. 1950)
- Deborah Ayorinde, attrice britannica (Londra, n. 1987)
- Deborah Calì, attrice italiana (Imperia, n. 1970)
- Debbie Lee Carrington, attrice statunitense (San Jose, n. 1959 - Pleasanton, † 2018)
- Debbie Chazen, attrice inglese (Londra, n. 1971)
- Deborah Findlay, attrice britannica (Leatherhead, n. 1947)
- Deborah Foreman, attrice statunitense (Montebello, n. 1962)
- Deborah Grant, attrice britannica (Londra, n. 1947)
- Deborah Kerr, attrice scozzese (Glasgow, n. 1921 - Botesdale, † 2007)
- Deborah Mailman, attrice australiana (Mount Isa, n. 1972)
- Debbi Morgan, attrice statunitense (Dunn, n. 1956)
- Deborah Pratt, attrice, scrittrice e produttrice cinematografica statunitense (Chicago, n. 1951)
- Deborah Raffin, attrice statunitense (Los Angeles, n. 1953 - Los Angeles, † 2012)
- Rhea Seehorn, attrice statunitense (Norfolk, n. 1972)
- Deborah Shelton, attrice statunitense (Norfolk, n. 1948)
- Deborah Theaker, attrice canadese (Moose Jaw, n. 1964)
- Deborah Twiss, attrice e regista statunitense (Filadelfia, n. 1971)
- Deborah Kara Unger, attrice canadese (Vancouver, n. 1966)
- Deborah Van Valkenburgh, attrice statunitense (Schenectady, n. 1952)
- Deborah Watling, attrice britannica (Loughton, n. 1948 - Norwich, † 2017)
- Deborah Ann Woll, attrice statunitense (New York, n. 1985)

## Attrici pornografiche(1)
- Deborah Wells, ex attrice pornografica ungherese (Budapest, n. 1968)

## Bobbiste(1)
- Deborah Levi, bobbista e velocista tedesca (n. 1997)

## Calciatrici(1)
- Deborah Salvatori Rinaldi, ex calciatrice italiana (Penne, n. 1991)

## Canottiere(1)
- Debbie Flood, canottiera britannica (Harrogate, n. 1980)

## Cantanti(10)
- Deborah Allen, cantante statunitense (Memphis, n. 1953)
- JoJo Billingsley, cantante statunitense (Memphis, n. 1952 - Cullman, † 2010)
- Deborah Blando, cantante e polistrumentista brasiliana (Sant'Agata Militello, n. 1969)
- Debby Boone, cantante e attrice statunitense (Hackensack, n. 1956)
- Debbie Cameron, cantante statunitense (Miami, n. 1958)
- Deborah Cox, cantante canadese (Toronto, n. 1974)
- Skin, cantante britannica (Londra, n. 1967)
- Debbi, cantante tedesca (Dortmund, n. 1993)
- Debi Nova, cantante e cantautrice costaricana (San José, n. 1980)
- Debbie Scerri, cantante e conduttrice televisiva maltese (Rabat, n. 1969)

## Cantautrici(4)
- Deborah Conway, cantautrice, chitarrista e attrice australiana (Melbourne, n. 1958)
- Siedah Garrett, cantautrice statunitense (Los Angeles, n. 1960)
- Debbie Gibson, cantautrice e attrice statunitense (New York, n. 1970)
- Deborah Iurato, cantautrice italiana (Ragusa, n. 1991)

## Cestiste(5)
- Deborah Carta, ex cestista italiana (Siracusa, n. 1972)
- Deborah Carter, ex cestista statunitense (Atlanta, n. 1972)
- Debbie Huband, ex cestista canadese (Ottawa, n. 1956)
- Deborah Liotti, ex cestista italiana (Erice, n. 1968)
- Debbie Sporcich, ex cestista statunitense (Pasco, n. 1972)

## Chitarriste(1)
- Deborah Kooperman, chitarrista e cantante statunitense (New York, n. 1944)

## Coreografe(1)
- Deborah Colker, coreografa, regista teatrale e ballerina brasiliana (Rio de Janeiro, n. 1960)

## Costumiste(2)
- Deborah Nadoolman, costumista e insegnante statunitense (n. 1952)
- Deborah Lynn Scott, costumista statunitense (n. 1954)

## Danzatrici(1)
- Deborah Lettieri, ballerina e coreografa italiana (Parma, n. 1983)

## Direttrici artistiche(1)
- Deborah Bull, Baronessa Bull di Aldwych, direttrice artistica, scrittrice e ex ballerina britannica (Derby, n. 1963)

## Doppiatrici(2)
- Deborah Ciccorelli, doppiatrice e direttrice del doppiaggio italiana (Roma, n. 1972)
- Deborah Morese, doppiatrice e conduttrice televisiva italiana (Milano, n. 1980)

## Fisiche(1)
- Deborah S. Jin, fisica statunitense (Stanford, n. 1968 - Boulder, † 2016)

## Giocatrici di curling(2)
- Debbie Jones, ex giocatrice di curling canadese (Winnipeg, n. 1953)
- Debbie Knox, ex giocatrice di curling britannica (Dunfermline, n. 1968)

## Giornaliste(2)
- Deborah Fait, giornalista italiana (Trieste, n. 1941)
- Deborah Schirru, giornalista e conduttrice televisiva italiana (Milano, n. 1986)

## Lunghiste(1)
- Deborah Acquah, lunghista e triplista ghanese (Prestea, n. 1996)

## Maratonete(1)
- Deborah Toniolo, maratoneta italiana (Schio, n. 1977)

## Medici(1)
- Deborah Birx, medico, immunologo e diplomatica statunitense (New York, n. 1956)

## Mezzofondiste(1)
- Debbie Scott, ex mezzofondista canadese (n. 1958)

## Militari(1)
- Deborah Sampson, militare statunitense (Plympton, n. 1760 - Sharon, † 1827)

## Modelle(3)
- Deborah Irene Bryant, ex modella statunitense (Overland Park, n. 1947)
- Deborah Carthy-Deu, modella portoricana (San Juan, n. 1966)
- Deborah Priya Henry, modella malese (Dublino, n. 1985)

## Nobili(1)
- Deborah Mitford, nobile britannica (Asthall, n. 1920 - Bakewell, † 2014)

## Nuotatrici(1)
- Debbie Meyer, ex nuotatrice statunitense (Annapolis, n. 1952)

## Pallavoliste(1)
- Deborah van Daelen, ex pallavolista olandese (Zwolle, n. 1989)

## Politiche(6)
- Deborah Bergamini, politica italiana (Viareggio, n. 1967)
- Debbie Dingell, politica statunitense (Detroit, n. 1953)
- Debbie Halvorson, politica statunitense (Chicago Heights, n. 1958)
- Deborah Pryce, politica e avvocato statunitense (Warren, n. 1951)
- Deborah Ross, politica statunitense (Filadelfia, n. 1963)
- Debbie Stabenow, politica statunitense (Gladwin, n. 1950)

## Produttrici cinematografiche(2)
- Deborah Reinisch, produttrice cinematografica e regista statunitense
- Deborah Snyder, produttrice cinematografica statunitense (New York, n. 1967)

## Registe(3)
- Deborah Chow, regista e produttrice televisiva canadese (Toronto, n. 1972)
- Deborah Kampmeier, regista e sceneggiatrice statunitense (Chattanooga, n. 1964)
- Deborah Warner, regista britannica (Oxfordshire, n. 1959)

## Sciatrici alpine(1)
- Deborah Compagnoni, ex sciatrice alpina italiana (Bormio, n. 1970)

## Sciatrici freestyle(1)
- Deborah Scanzio, sciatrice freestyle svizzera (Faido, n. 1986)

## Scrittrici(6)
- Deborah Crombie, scrittrice statunitense (Dallas, n. 1952)
- Deborah Eisenberg, scrittrice e attrice statunitense (Winnetka, n. 1945)
- Deborah Ellis, scrittrice canadese (Paris, n. 1960)
- Deborah Harkness, scrittrice e storica statunitense (Filadelfia, n. 1965)
- Deborah Levy, scrittrice, poetessa e drammaturga britannica (Johannesburg, n. 1959)
- Deborah J. Ross, scrittrice statunitense (n. 1947)

## Soprani(2)
- Deborah Voigt, soprano statunitense (Chicago, n. 1960)
- Deborah York, soprano inglese (Sheffield, n. 1964)

## Storiche(1)
- Deborah Lipstadt, storica statunitense (New York, n. 1947)

## Tenniste(2)
- Deborah Chiesa, tennista italiana (Trento, n. 1996)
- Deborah Jevans, ex tennista britannica (Londra, n. 1960)

## Tiratrici a volo(1)
- Deborah Gelisio, tiratrice a volo italiana (Belluno, n. 1976)

## Velociste(2)
- Debbie Ferguson-McKenzie, velocista bahamense (Nassau, n. 1976)
- Debra Sapenter, ex velocista statunitense (Prairie View, n. 1952)

## Senza attività specificata(1)
- Deborah Ochs, ex arciera statunitense (Howell, n. 1966)